# Opercul

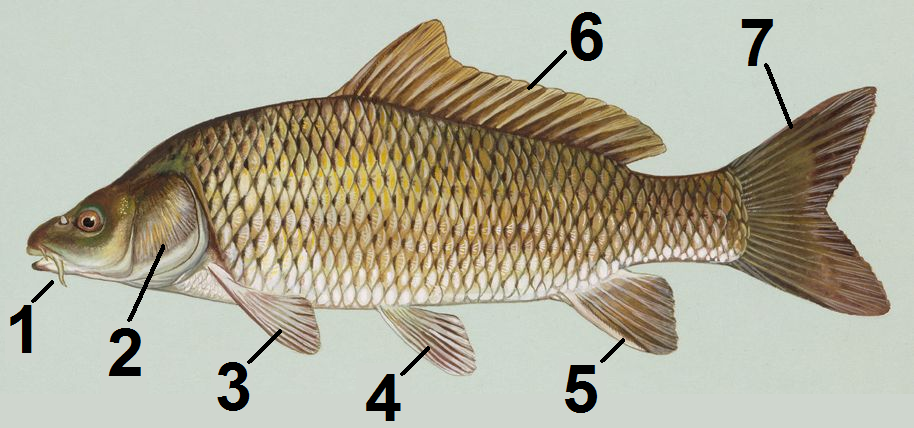
Aspectul exterior al crapului (Cyprinus carpio)
1 - mustăți; 2 - opercul; 3 - înotătoare pectorale (perechi); 4 - înotătoare ventrale sau pelviene (perechi); 5 - înotătoarea anală; 6 - înotătoarea dorsală; 7 - înotătoarea caudală.

Operculul este un capac osos ce acoperă branhiile la pești, având rol de protecție. La majoritatea peștilor, marginea din spate a operculului delimitează capul de trunchi. Operculul este compus din patru oase sudate: opercul, preopercul, interopercul, și subopercul.